# Atolul Johnston
Atolul Johnston (engleză: Johnston Atoll) este situat în Oceanul Pacific de nord la 1150 km de Hawaii având suprafața de 2,8 km² aparține SUA fiind sub administrația forțelor aeriene americane.
Insula principală Johnston avea în anul 2004 317 locuitori, dar nu mai este locuită acum. Atolul este bogat în depozite de guano. Insulele sunt alcătuit din riff (recife de corali), insulele naturale Johnston și Sand Island ca și insulele artificiale Akau și Hikina au suferit influențe negative a mediului înconjurător cauzate de prezența omului. Teritoriul atolului a fost folosit pentru experimente nucleare în anul 1962 de SUA, atolul fiind afectat de radiațiile cauzate de plutoniu. Din anul 1972 până în 2000 au avut loc aici în mod regulat experimentări nucleare, atolul fiind un depozit de materiale radiocative, gaze de luptă, (sarin) și arme biologice, depozite care începând din anul 2000 au început să fie evacuate. Singurii locuitori ai atolului sunt soldați nordamericani care sunt însărcinați cu întreținerea utilajelor. Până în anul 2004 a fost planificat ca de pe atol să fie transportate toate materialele militare, ca insulele să poată deveni o rezervație naturală servind pentru protejarea păsărilor și broaștelor țestoase.
| Insulă                               | Suprafața inițială 1942 (hectare) | Suprafața finală 1964 (hectara) |
| ------------------------------------ | --------------------------------- | ------------------------------- |
| Johnston Island (Insula Johnston)    | 19                                | 241                             |
| Sand Island (Insula Sand)            | 4                                 | 9                               |
| North (Akau) Island (Insula nordică) | -                                 | 10                              |
| East (Hikina) Island (Insula estică) | -                                 | 7                               |
| Atolul Johnston                      | 23                                | 267                             |
| Laguna                               | 13.000                            | 13.000                          |